# Magot bezocasý
Makak magot či magot bezocasý (Macaca sylvanus) je opice z čeledi kočkodanovitých. Jde o jedinou opici (mimo člověka), jejíž areál přirozeného výskytu zasahuje na evropský kontinent. Jediná evropská kolonie těchto opic se nachází na Gibraltaru. Patří mezi tzv. opice Starého světa (úzkonosé opice).

## Etymologie
Magot – z port. magot, a to z hebr. Magog, názvu biblické země a kmene, symbolizující nepřítele Božího království na konci časů; někdy chápáno jako synonymum k Babylónu. Ve středověkých romancích bylo tohoto výrazu užíváno jako symbolu ošklivosti.

## Další česká jména
- makak berberský
- opice berberská
- opice turecká

## Chov v zoo
Makak magot je chován v takřka 150 evropských zoo. V rámci Česka jsou k vidění ve dvou zoo:
- Zoopark Chomutov – chovná skupina
- Zoo Praha – chován dlouhodobě, poslední chovná skupina sestavena na počátku 21. století. Chovná skupina do roku 2007. Na konci roku 2017 chovány expozičně čtyři samice.

Na Slovensku je chován v Zoo Bratislava a Zoo Košice, která je po sestavení chovné skupiny množí pravidelně od roku 2012.